# 理查德·尼科尔斯
理查德·尼科尔斯（Richard Nicolls，1624年—1672年），英国政治人物， 1664年至1668年担任纽约省首任殖民地总督。

## 生平
理查德·尼科尔斯生于英国贝德福德郡安特希尔镇。在英国内战（1642年-1651年）期间，他负责指挥一支皇家骑兵队，当英王落败后流亡。英王复辟后，他担任约克公爵（詹姆斯二世）的王室侍从官。1664年，他被指派从荷兰手中夺取新尼德兰，并处理新英格兰事务。1664年5月25日，从朴茨茅斯出发远征；8月27日，抵达新阿姆斯特丹 。1664年9月8日，新阿姆斯特丹方面向尼科尔斯投降。约克公爵委任尼科尔斯担任新尼德兰的副总督。1668年，返回英格兰，然后继续为约克公爵效力。1672年，在第三次英荷战争中阵亡。